# Ščerbakovo šče-2
Ščerbakov šče-2 ( rusko Ще-2), znano tudi kot TS-1 in z vzdevkom "Ščuka",  je bilo dvomotorno pomožno letalo, izdelano v Sovjetski zvezi, ki ga je zasnoval Aleksej Ščerbakov za izdelavo OKB -47, da bi zadostil nujnim potrebam po lahkem transportu in zveznem letalu za delovanje sovjetskih zračnih sil med drugo svetovno vojno . Med vojno je bil edini na voljo in je ostal v uporabi še vrsto let po vojni v civilnih in vojaških vlogah v Sovjetski zvezi ter v letalskih silah več zavezniških držav, med njimi jih je uporabljala tudi Jugoslavija za metanje padalcev v aeroklubih. Verjetno gre za dvomotorno letalo z najskromnejšimi karakteristikami, letalo se v poletni vročini ni bilo zmožno povzpeti višje kot 2000 metrov.
Podatki iz 
Splošne značilnosti
- Posadka: two
- Število sedežev: up to 16 troops or 11 stretcher cases
- Dolžina: 1.427 m (4.681 ft 9 in)
- Razpon kril: 2.054 m (6.738 ft 10 in)
- Površina kril: 64 m2 (690 sq ft)
- Teža praznega letala: 2.235 kg (4.927 lb)
- Maks. vzletna teža: 3.700 kg (8.157 lb)
- Pogon letala: 2 × Shvetsov M-11d radial engines, 86 kW (115 hp) vsak
- Propelerji: št. lopatic: 2

Zmogljivost
- Maks. hitrost: 155 km/h (96 mph; 84 kn)
- Potovalna hitrost: 140 km/h (87 mph; 76 kn)
- Doseg: 980 km (609 mi; 529 nmi)
- Višina leta: 3.000 m (9.843 ft)
- Hitrost vzpenjanja: 1,20 m/s (236 ft/min)
- Obremenitev kril: 53 kg/m2 (11 lb/sq ft)
- Razmerje moč/teža: 0.05 kW/kg (0.03 hp/lb)

- Crew: two
- Capacity: up to 16 troops or 11 stretcher cases
- Length: 14.27 m (46 ft 10 in)
- Wingspan: 20.54 m (67 ft 5 in)
- Wing area: 64 m2 (690 sq ft)
- Empty weight: 2,235 kg (4,927 lb)
- Max takeoff weight: 3,700 kg (8,157 lb)
- Powerplant: 2 × Shvetsov M-11d radial engines, 86 kW (115 hp) each
- Propellers: 2-bladed

Performance
- Maximum speed: 155 km/h (96 mph, 84 kn)
- Range: 980 km (610 mi, 530 nmi)
- Service ceiling: 3,000 m (9,800 ft)
- Rate of climb: 1.20 m/s (236 ft/min)
- Wing loading: 53 kg/m2 (11 lb/sq ft)
- Power/mass: 0.05 kW/kg (0.03 hp/lb)

1. ↑  "Sche-2". airwar.ru. (rusko). Accessed 2010-05-19.